# Olexandr Symonenko
Olexandr Serhiyovych Symonenko –en ucraniano, Олександр Сергійович Симоненко– (Kirovogrado, 14 de febrero de 1974) es un deportista ucraniano que compitió en ciclismo en la modalidad de pista, especialista en las pruebas de persecución.
Participó en dos Juegos Olímpicos de Verano, en los años 1996 y 2000, obteniendo una medalla de plata en Sídney 2000, en la prueba de persecución por equipos (junto con Olexandr Fedenko, Serhi Matveyev y Serhi Cherniavsky).
Ganó cinco medallas en el Campeonato Mundial de Ciclismo en Pista entre los años 1995 y 2001.

## Medallero internacional
| Juegos Olímpicos   | Juegos Olímpicos    | Juegos Olímpicos | Juegos Olímpicos        |
| Año                | Lugar               | Medalla          | Competición             |
| ------------------ | ------------------- | ---------------- | ----------------------- |
| 2000               | Sídney ( Australia) | Medalla de plata | Persecución por equipos |
| Campeonato Mundial |                     |                  |                         |
| Año                | Lugar               | Medalla          | Competición             |
| 1995               | Bogotá ( Colombia)  | Medalla de plata | Persecución por equipos |
| 1997               | Perth ( Australia)  | Medalla de plata | Persecución por equipos |
| 1998               | Burdeos ( Francia)  | Medalla de oro   | Persecución por equipos |
| 2001               | Amberes ( Bélgica)  | Medalla de oro   | Persecución individual  |
| 2001               | Amberes ( Bélgica)  | Medalla de oro   | Persecución por equipos |